# Административное деление Венесуэлы

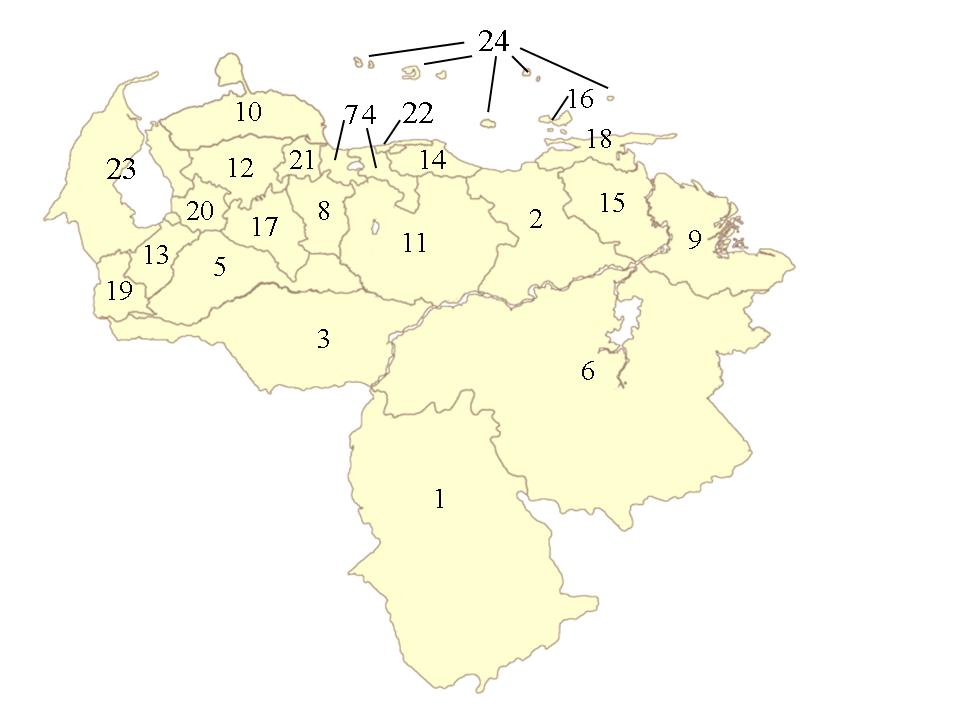
Штаты Венесуэлы

Венесуэла в административном отношении разделена на 23 штата (estados), 1 Столичный округ (Distrito Capital) и 1 отдельную административно-территориальную единицу федеральные владения (Dependencias Federales), включающую большинство принадлежащих Венесуэле островов, в ближайшем будущем этой территориальной единице планируется предоставить статус федеральной территории (Territorio Federal). Образованный в 2023 году 24-й штат Гуаяна-Эсекиба (иногда встречается, как Гайана-Эссекибо) был провозглашён на неконтролируемой Венесуэлой территории, оспариваемой у соседней Гайаны, что не признаётся международным сообществом.

Регионы Венесуэлы

Штаты Венесуэлы сгруппированы в 9 регионов (regiones administrativas), установленных президентским указом: Андский (Andean), Столичный (Capital), Центральный (Central), Центрально-западный (Central — Occidental), Гуаянский (Guayana), Островной (Insular), Льяноский (Llanos), Северо-восточный (Nor — Oriental), Сулианский (Zulian).
Штаты Венесуэлы делятся на 335 муниципалитетов (municipios), а те, в свою очередь, на 1136 приходов (parroquias).
Законодательные органы штатов — законодательные советы, главы штатов и главы исполнительной власти штатов — губернаторы, столичный округ не имеет своего законодательного органа, его функции осуществляет Национальное Собрание БРВ, глава столичного округа и глава исполнительной власти столичного округа — Глава правительства (Jefe de Gobierno), представительные органы муниципалитетов — муниципальные советы (Concejo Municipal), главы исполнительной власти муниципалитетов — мэры (Alcalde).
| Номер на карте | Название                                     | Флаг | Герб | Административный центр | Площадь, км²                     | Население (2021), чел.              | Плотность населения, чел./км² | На карте / регион                                      |
| -------------- | -------------------------------------------- | ---- | ---- | --- | -------------------------------- | ----------------------------------- | ----------------------------- | ------------------------------------------------------ |
| 1              | Амасонас Amazonas                            |      |      | Пуэрто-Аякучо Puerto Ayacucho                                                                                             | 180 145                          | 180 000                             | 1                             | Гуаянский                                              |
| 2              | Ансоатеги Anzoátegui                         |      |      | Барселона Barcelona | 43 300                           | 1 570 000                           | 36,3                          | Северо-восточный                                       |
| 3              | Апуре Apure                                  |      |      | Сан-Фернандо-де-Апуре San Fernando de Apure                                                                               | 76 500                           | 570 000                             | 7,5                           | Льяноский, муниципалитет Паес (Páez) в Андском регионе |
| 4              | Арагуа Aragua                                |      |      | Маракай Maracay | 7 014                            | 1 640 000                           | 233,8                         | Центральный                                            |
| 5              | Баринас Barinas                              |      |      | Баринас Barinas | 35 200                           | 830 000                             | 23,6                          | Андский                                                |
| 6              | Боливар Bolívar                              |      |      | Сьюдад-Боливар Ciudad Bolívar                                                                                             | 238 000                          | 1 730 000                           | 7,3                           | Гуаянский                                              |
| 7              | Гуарико Guárico                              |      |      | Сан-Хуан-де-лос-Моррос San Juan De Los Morros                                                                             | 64 986                           | 830 000                             | 12,8                          | Льяноский                                              |
| 8              | Гуаяна-Эсекиба Guayana Esequiba              |      |      | Тумеремо Tumeremo (в штате Боливар)                                                                                       | 159 542                          | 128 000 (в 2020 г.)                 | 0,8                           | Гуаянский                                              |
| 9              | Дельта-Амакуро Delta Amacuro                 |      |      | Тукупита Tucupita | 40 200                           | 190 000                             | 4,7                           | Гуаянский                                              |
| 10             | Карабобо Carabobo                            |      |      | Валенсия Valencia | 4 650                            | 2 240 000                           | 481,7                         | Центральный                                            |
| 11             | Кохедес Cojedes                              |      |      | Сан-Карлос San Carlos | 14 800                           | 330 000                             | 22,3                          | Центральный                                            |
| 12             | Ла-Гуайра La Güaira                          |      |      | Ла-Гуайра La Güaira | 1 496                            | 340 000                             | 227,3                         | Столичный                                              |
| 13             | Лара Lara                                    |      |      | Баркисимето Barquisimeto                                                                                                  | 19 800                           | 1 870 000                           | 94,4                          | Центрально-западный                                    |
| 14             | Мерида Mérida                                |      |      | Мерида Mérida | 11 300                           | 880 000                             | 77,9                          | Андский                                                |
| 15             | Миранда Miranda                              |      |      | Лос-Текес Los Teques | 7 950                            | 2 970 000                           | 373,6                         | Столичный                                              |
| 16             | Монагас Monagas                              |      |      | Матурин Maturín | 28 900                           | 930 000                             | 32,20                         | Северо-восточный                                       |
| 17             | Нуэва-Эспарта Nueva Esparta                  |      |      | Ла-Асунсьон La Asunción                                                                                                   | 1 150                            | 570 000                             | 495,7                         | Островной                                              |
| 18             | Португеса Portuguesa                         |      |      | Гуанаре Guanare | 15 200                           | 930 000                             | 61,2                          | Центрально-западный                                    |
| 19             | Сукре Sucre                                  |      |      | Кумана Cumaná | 11 800                           | 990 000                             | 83,9                          | Северо-восточный                                       |
| 20             | Сулия Zulia                                  |      |      | Маракайбо Maracaibo | 63 100                           | 3 830 000                           | 60,7                          | Сулианский                                             |
| 21             | Тачира Táchira                               |      |      | Сан-Кристобаль San Cristóbal                                                                                              | 11 100                           | 1 030 000                           | 92,8                          | Андский                                                |
| 22             | Трухильо Trujillo                            |      |      | Трухильо Trujillo | 7 400                            | 770 000                             | 104,1                         | Андский                                                |
| 23             | Фалькон Falcón                               |      |      | Коро Coro | 24 800                           | 990 000                             | 39,9                          | Центрально-западный                                    |
| 24             | Яракуй Yaracuy                               |      |      | Сан-Фелипе San Felipe | 7 100                            | 670 000                             | 94,4                          | Центрально-западный                                    |
| -              | Федеральные владения, Dependencias Federales |      |      | остров Гран-Роке (El Gran Roque) в архипелаге Лос-Рокес (archipiélago de Los Roques) (фактически управляются из Каракаса) | 342,25                           | 6 500 (в 2013 г.)                   | 19                            | Островной                                              |
| -              | Столичный округ Distrito Capital             |      |      | Каракас Caracas | 433                              | 1 830 000                           | 4 226,3                       | Столичный                                              |
| -              | Всего:                                       |      |      | | 916 666 (без спорной территории) | 28 968 702 (без спорной территории) | 31,6                          |                                                        |

## Территориальные споры

Розовым цветом показана спорная территория

Территория западнее реки Эсекибо (Гайана-Эсекибо Guayana Esequiba), в настоящее время входящая в состав государства Гайана (более 60 % её территории) и контролируемая гайанским правительством, на современных венесуэльских картах обозначается как часть территории Венесуэлы. 3 декабря 2023 года в Венесуэле прошёл референдум, по итогам которого, президент Николас Мадуро объявил данный регион двадцать четвёртым штатом Венесуэлы.